# Cosmos 62 (forma lliure)
Cosmos 62 (Forma lliure) és una obra d'art d'Andreu Alfaro que pertany a la col·lecció de l'Institut Valencià d'Art Modern, i és la quarta obra del museu que més visites virtuals rep. És una escultura de ferro d'uns cinc metres d'altura.
El seu preu inicial va ser de 50 000 pessetes, i es va erigir al Parc natural del Penyal d'Ifac, a Calp. Era propietat del promotor immobiliari José Huguet, i després va ser venuda a l'IVAM. Tot i que es va plantejar que s'exhibira en el jardí d'escultures del museu, en 2019 va tornar a exhibir-se a Calp, situant-se en un emplaçament diferent de l’original.
Es tracta d'una obra monumental que respon a la utopia avantguardista d'unir vida i art, ja que en una carta de 1963 al seu amic Joan Fuster, l'artista va declarar la intenció de crear un art amb una projecció social palpable i constant. Aquesta projecció social implicava que les escultures havien d'exhibir-se en llocs públics, motiu que va justificar la seua tornada a Calp. Des del punt de vista experimental, destaca la plasticitat del ferro.